# Nuốc nữ hoàng
Nuốc nữ hoàng, danh pháp khoa học là Pharomachrus mocinno, là một loài chim trong họ Trogonidae. Đây là loài quốc điểu của Guatemala, hình ảnh của nó xuất hiện trong quốc kỳ và quốc huy của nước này.